# نيت روبرتس
نيت روبرتس (بالإنجليزية: Nate Roberts)‏ هو متزحلق حر أمريكي، ولد في 24 مارس 1982 في أوغدن في الولايات المتحدة.

## وصلات خارجية
- نيت روبرتس على موقع الاتحاد الدولي للتزلج (التزلج الحر) (الإنجليزية)
- نيت روبرتس على موقع أوليمبيديا (الإنجليزية)